# Tápióbicskei csata
A tápióbicskei csata jelentős összecsapásnak számít az 1848–49-es szabadságharc tavaszi hadjáratának kezdetén.
Klapka György és Damjanich János vereséget mért Josip Jelačić erőire Tápióbicskénél 1849. április 4-én.

## Előzmények
Április 1-jén a felderítésre kiküldött Schlik tábornok csapata keveredett összecsapásba Hatvannál, majd a másnap ideérkező teljes VII. hadtest Poeltenberg Ernő és Gáspár András vezetésével üldözte el Hatvan mögé. Schlik nem jutott érdemi információhoz, viszont a magyar csapatok is inkább csak morális sikert értek el. Ezután Gáspár ezredest tábornokká és hadtestparancsnokká nevezték ki.

## A csata
Közben a másik három hadtest is a tervek szerint haladt, és április 4-én az I. hadtest elérte Tápióbicskét. Klapka György hadtestparancsnok azt hitte, a faluban csak az ellenség poggyásza van, ezért a nagy zsákmány reményében úgy döntött, rajtaüt az ellenséges csapatokon. A faluban azonban Jellasics vezetésével az egész Rastics-dandár tartózkodott, mely ellentámadásával kavarodást és nagy veszteséget okozott Klapka csapatainak, melyek fejvesztve menekültek a Tápió hídjához. A csata menetét Damjanich János III. hadtestének megérkezése fordította meg. A Leiningen-dandár a 3. és 9. (vörössipkások) honvédzászlóalja Földváry Károly vezetésével hősies küzdelemben elűzte az ellenséget, és megtisztította a falut. 

## Következményei
Windisch-Grätzet nem tájékoztatták kellőképpen a csatáról, aki így továbbra sem tudta a magyar főerők tartózkodási helyét. 
Emiatt április 5-én a Zagyva irányában erőszakolt felderítésre küldte a Jellasics-hadtestet. A felderítés bizonyossá tette számára, hogy a magyar fősereg nem itt tartózkodik; azt azonban továbbra sem sikerült megtudnia, hogy a fősereg északról vagy délről akarja őt átkarolni. Előbbi esetben Komárom felmentése, utóbbiban pedig a Pest felé történő visszavonulás lehetőségének elvágása veszélyeztette őt. Ezért Schlik hadtestét Gödöllőhöz, Jellasicsét Isaszeghez, Wrbnáét pedig Váchoz rendelte, és további három dandárral és egy hadosztállyal megerősítette. Így a császári csapatok minden eshetőségre felkészültek, azonban túl nagy, mintegy 54 km hosszú és 30 km mély arcvonalat vettek föl, melyet egy nap alatt sem lehetett teljesen összevonni. Görgei április 5-én előrenyomulást rendelt el, amelynek értelmében a VII. hadtestnek Aszódot és Bagot kell elfoglalnia, a III-nak Kókán át Isaszegre, az I-nek Isaszegre, balszárnyának Pécelre, míg a II-nak Dány és Zsámbok térségébe kellett eljutnia. Ez jó elhelyezkedést, könnyen összpontosítható csapatokat és kis (22×22 km-es) arcvonalat eredményezett.